# Pigóstilo

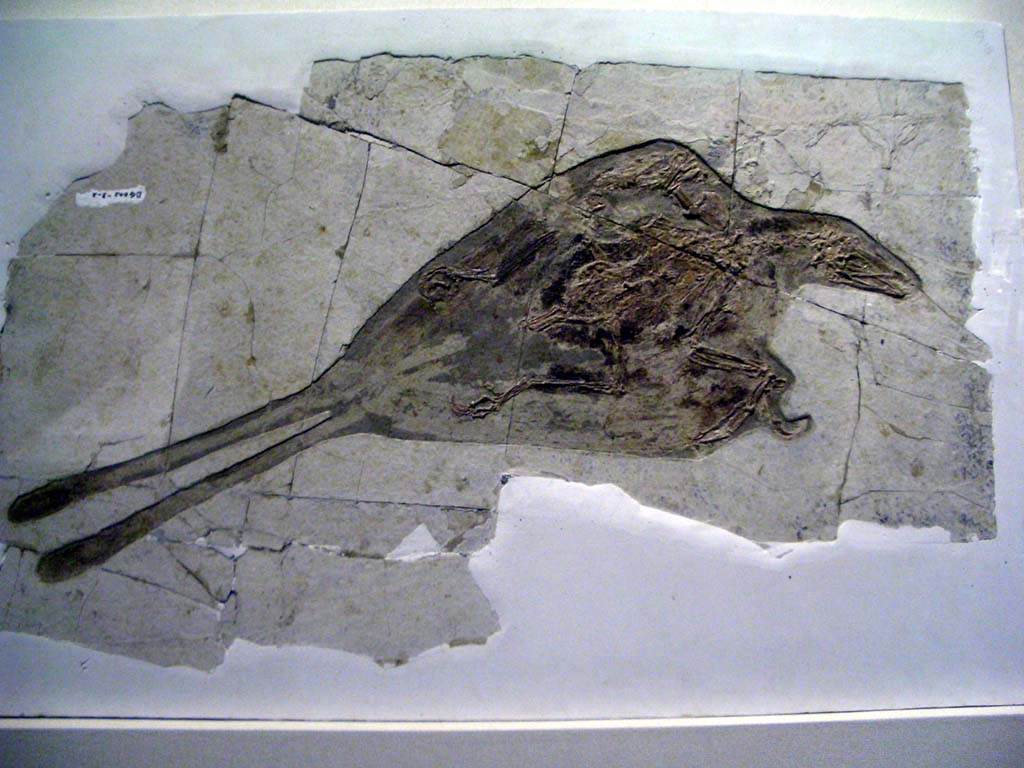
Confuciusornis sanctus com pigóstilo em forma de bastão, no qual estão inseridas as duas penas centrais na cauda.

O pigóstilo é um conjunto formado pelas últimas vértebras caudais fusionadas em uma única ossificação, onde são inseridas a musculatura e as penas da cauda das aves. 
Começou a evoluir provavelmente no Cretáceo inferior, entre 130 e 140 milhões de anos atrás. A espécie mais antiga conhecida a ter desenvolvido pigóstilo pertencia à família Confuciusornithidae. As aves modernas ainda desenvolvem uma longa vértebra caudal durante a fase embrionária, que posteriormente é fundida para formar o pigóstilo.